# Škoda 4 R
Škoda 4 R − model tylnonapędowego samochodu osobowego wytwarzany w latach 1928–1930 przez przejęte przez firmę Škoda zakłady Laurin & Klement w Mladá Boleslav
Umieszczony nad przednią osią czterosuwowy rzędowy czterocylindrowy dolnozaworowy silnik o pojemności skokowej 1944 cm³ i mocy maksymalnej 23,5 kW (32 KM) przy 2800 obr./min pozwalał rozpędzić pojazd do prędkości 90 km/h.
Gama wersji nadwoziowych modelu 4 R obejmowała cztero- lub sześciomiejscowy phaéton, dwudrzwiowy sedan (tzw. tudor), czterodrzwiowy sedan oraz czteromiejscową limuzynę.
Łącznie wyprodukowano 975 egzemplarzy tego modelu.